# Inquiétudes (film)
Pour les articles homonymes, voir Inquiétude (homonymie).
Pour plus de détails, voir Fiche technique et Distribution.
Inquiétudes est un film français réalisé par Gilles Bourdos, sorti en 2003.

## Fiche technique
- Titre français : Inquiétudes
- Réalisation : Gilles Bourdos
- Scénario : Gilles Bourdos et Michel Spinosa, d'après A Sight for Sore Eyes de Ruth Rendell
- Photographie : Mark Lee Ping-Bin
- Musique : Alexandre Desplat
- Pays d'origine :  France
- Genre : thriller
- Dates de sortie :
  -  France : 2003

## Distribution
- Grégoire Colin : Bruno Keller
- Julie Ordon : Élise Gardet
- Brigitte Catillon : Anne Gardet
- Laurent Grévill : Richard Gardet
- Étienne Chicot : l'oncle de Bruno
- Frédéric Pierrot : David Lamblin
- Mathieu Amalric : le professeur d'arts plastiques
- Carlo Brandt : inspecteur de police
- Hervé Briaux : inspecteur de police
- Bérangère Bonvoisin : Dominique Verdier
- Bernard Bloch : le père de Bruno
- Laurent Olmedo : inspecteur
- Danièle Douet : inspecteur
- Sarah Pratt (non créditée)